# Мікеле Шурба
Мікеле Шурба (нар. 27 квітня 1968, Палермо, Італія; виріс в Ольденбурзі, Німеччина) — італійський правознавець, консультант зі стратегічного планування, борець за права людини, журналіст, автор книг і публікацій. Є експертом в галузі міжнародного права, прав людини, боротьби з відмиванням грошей і фінансуванням тероризму, міжнародного торгового права і державної адміністрації i проживає в м. Франкфурт-на-Майні.

## Освіта та кар'єра
Після завершення освіти за спеціальністю слюсар-механік, Мікеле Шурба вступив на факультет філософії та конституційного права Академії праці м Франкфурт-на-Майні. Потім Шурба з відзнакою закінчив навчання в університеті Ліверпуля, де отримав академічну ступінь магістра права в галузі міжнародного економічного права і був удостоєний звання Студент року. Після цього він захистив докторську дисертацію (доктор філософії) за міжнародним правом і пізніше захистив кандидатську дисертацію з адміністративного права (Кандидат наук) в Міжрегіональній академії управління персоналом м. Київ. Мікеле Шурба є членом Національної асоціації адвокатів України та некомерційної організацій Асоціація німецької преси (АНП).
З 1999 року Шурба є засновником і директором консалтингової компанії зі стратегічного планування GMVV & Co. GmbH, м. Франкфурт-на-Майні, в рамках якої, за участю міжнародних вчених, що спеціалізуються в різних міждисциплінарних областях науки, було створено аналітичний центр, що надає консультації підприємствам, неурядовим організаціям та урядам. Шурба був членом Європейської обсерваторії промислових відносин (European Industrial Relations Observatory, EIRO), доцентом з промислової і виробничої політики та референтом Правління з принципових питань в галузі промислової політики при Федеральному Правлінні Профспілки німецьких службовців.
У межах своєї професійної діяльності Шурба проводив консультації різних урядових організацій з питань економічного розвитку; зокрема, в 2008 році він узяв участь в Конференції високого рівня з світової продовольчої безпеки Продовольчої і сільськогосподарської організації ООН (Food and Agriculture Organisation, FAO) в Римі. У 2017 році Шурба був членом направленої в Україну делегації Комітету Бундестагу з прав людини та гуманітарної допомоги.
Мікеле Шурба написав кілька книг, а також ряд статей в різних наукових журналах, зокрема, в European Journal of Crime, Criminal Law and Criminal Justice і Visegrad Journal on Human Rights. Крім цього, він працює журналістом, співпрацюючи з німецькими та міжнародними ЗМІ, зокрема, з Journal Frankfurt та українською газетою Kyiv Post, і колумністом в міжнародному журналі Impakter, де публікуються його есе на юридичні та суспільно-правові теми .

## Аналітичний центр
Аналітичний центр GMVV & Co. GmbH у м. Франкфурт-на-Майні, заснований Мікель Шурба в 1999 році, проводить дослідження у різних наукових сферах, зокрема, в галузі прав людини, міжнародного права, європейського і міжнародного торговельного права, запобігання відмиванню грошей і фінансування тероризму, регулювання фінансових ринків, міжнародних відносин, захисту навколишнього середовища та тварин, фармакології та медицини. GMVV Research спеціалізується на аналізі та розробці стратегій за комплексним і, часто, сильно політизованим питанням. Аналітичний центр GMVV співпрацює по всьому світу з багатьма університетами, урядами та неурядовими організаціями. Команда вчених Аналітичного центру спеціалізується на різних міжнародних і міждисциплінарних галузях науки.

## Публікації (перелік)

### Книги
- (With Sarah Schuster) Captain Paul Watson Interview: You Can’t Destroy a Movement (upd. and expand. new edition, Edition Faust 2021). ISBN 978-3945400951
- (With Sarah Schuster) Captain Paul Watson Interview: Eine Bewegung kann man nicht zerstören (upd. and expand. new edition, Edition Faust 2021). ISBN 978-3945400944
- (With Sarah Schuster) ‘Kaleidoskop der Möglichkeiten: Thomas Draschans avantgardistische Kompositionen’ in: Draschan T, Thomas Draschan: Collagen und Filme (Edition Faust 2021). ISBN 978-3945400920
- The Incompatibility of Global Anti-Money Laundering Regimes with Human and Civil Rights: Reform Needed? (Nomos 2019). ISBN 978-3848761890
- Implementation of State Anti-Corruption and Anti-Money Laundering Policy in the EU Member States: Models for Improving Public Administration in the Ukraine (Edition Faust Academic 2018). ISBN 978-3945400685
- Anti-Money Laundering State Mechanisms: International Experiences, Current Issues and Future Challenges (Edition Faust Academic 2018). ISBN 978-3945400555
- (Mit Sarah Schuster) You Can't Destroy a Movement: Interview with Captain Paul Watson. (Edition Faust 2016). ISBN 978-3945400340
- (Mit Sarah Schuster) Eine Bewegung kann man nicht zerstören: Michele Sciurba und Sarah Schuster im Gespräch mit Captain Paul Watson (Edition Faust 2016). ISBN 978-3945400388
- «Occupy — eine Bewegung, die keine sein dürfte» in: Michele Sciurba (Hrsg.): Occupy — New York, Frankfurt: Eine Bewegung, die keine sein dürfte (B3-Verlag 2012). ISBN 978-3943758702
- «Vorwort» in: Michele Sciurba (Hrsg.): Ankalina Dahlem: Die Sehnsucht hat der Blitz getroffen: Mit einer Prosafantasie von Alban Nikolai Herbst (B3-Verlag 2012). ISBN 978-3943758726

### Академічні журнали
- The Heart of Know Your Customer Requirements: The Discriminatory Effect of AML and CTF Policies in Times of Counter-Terrorism in the UK (2018) 26(3) European Journal of Crime, Criminal Law and Criminal Justice 222.
- Analysis of the Public Regulation Issues in Implementing Mechanisms to Fight Money Laundering: International and Domestic Experiences (2018) 1(12) Ukrainian Assembly of Doctors of Sciences in Public Administration 236.
- Cooperation of International Institutions on Public Policy Formation for the Prevention of Money Laundering (2018) 1(11) Ukrainian Assembly of Doctors of Sciences in Public Administration 321.
- Development of Human Rights in Times of Terrorism (2017) 6 Visegrad Journal on Human Rights 246.
- The Impact of Corruption in Developing Countries by the Examples of Brazil and Equatorial Guinea (2017) 5 Visegrad Journal on Human Rights 216.
- The End of Privacy for EU Citizens: A Closer Look at the Fourth Anti-Money Laundering Directive (2017) 3(54) Scientific Works of IAPM 86.

### Конференції
- Twenty-Fourth Economic-Legal Discussions Conference «Scientific Works of the IAPM»; Киев, Украина (28 лютого 2018 року). Микеле Шурба: The Compatibility of Anti-Money Laundering Regimes with Human and Civil Rights in the US and EU (2018).
- International Scientific and Practical Conference «The Role of Law in Civil Society» of the Center for Legal Research; Киев, Украина (9–10 лютого 2018 року) Микеле Шурба: Restrictions of Human Rights under the New International Security Architecture (2018) Міжнародна науково-практична конференція «Роль права та закону в громадянському суспільстві» 98.

- International Scientific and Practical Conference «The State and Law in the Context of Globalization: Realities and Perspectives» Dnipro, Ukraine (2–3 лютого 2018 року): Микеле Шурба: The New Role of International Law in Domestic Governance (2018) Міжнародна НАУКОВО-ПРАКТИЧНА КОНФЕРЕНЦІЯ «Держава і право в умовах глобалізації: реалії та перспективи» 98.
- International Scientific and Practical Conference «Scientific Works of the IAPM»; Kiew, Ukraine (2 грудня 2016 року). Michele Sciurba: Admissible and Inadmissible Subsidies under WTO Law (2016) 2(12) Scientific Works of the IAPM 154.
- «High Level Conference on World Food Security: The Challenges of Climate Change and Bio Energy» of the Food and Agriculture Organization of the United Nations; Рим, Италия (3–5 червня 2008 року).

### Есе та колонки
- The New Globalism: The Neoliberalist Roots of Today's Global Crises (Impakter, 6 травня 2020 року) https://impakter.com/the-new-globalism-the-neoliberalist-roots-of-todays-global-crises/
- The Treat to Human Rights Posed by Anti-Terrorist Laws after 9/11 (Impakter, 17 грудня 2019 року) https://impakter.com/the-threat-to-human-rights-posed-by-anti-terrorist-laws-after-9-11/.
- Die Aushöhlung von Menschenrechten durch Antiterrorgesetze seit 9/11 (Faust Kultur, 19 листопада 2019 року) https://faustkultur.de/4099-0-Die-Aushoehlung-von-Menschenrechten-durch-Antiterrorgesetze-seit-911.html.
- The Universal Validity of Human Rights (Impakter, 13 листопада 2019 року) https://impakter.com/the-universal-validity-of-human-rights/.

- Die universelle Gültigkeit von Menschenrechten: Essays zum Völkerrecht Teil 1 (Faust Kultur, 29 жовтня 2019 року) https://faustkultur.de/4080-0-Essay-Die-universelle-Gueltigkeit-von-Menschenrechten.html.
- Back to Torture: The Karimov Legacy (Impakter, 27 січня 2017 року) http://impakter.com/islam-karimov-legacy-back-torture-abkar-abdullaev/.
- Refugees in Europe: The Anatomy of a Global Crisis (Impakter, 5 квітня 2016 року) http://impakter.com/refufees-in-europe-anatomy-of-a-global-crisis/.
- The Paris Attacks: What They Really Mean (Impakter, 30 листопада 2015 року) http://impakter.com/the-paris-attacks-what-they-really-mean/.
- Europe's Flight from the Refugee Crisis (Impakter, 10 листопада 2015 року) http://impakter.com/europes-flight-refugee-crisis/.

### Газета
- Interpol Confirms Innocence of Politically Persecuted Akbar Abdullaev (Kyiv Post, 11 травня 2017 року) https://www.kyivpost.com/article/opinion/op-ed/michele-sciurba-interpol-confirms-innocence-politically-persecuted-akbar-abdullaev.html.
- Ukraine's Travesty of Justice in Case of Akbar Abdullaev (Kyiv Post, 7 травня 2017 року) https://www.kyivpost.com/article/opinion/op-ed/michele-sciurba-ukraines-travesty-justice-case-akbar-abdullaev.html.
- Extradition Case of Akbar Abdullaev Takes Ominous Turn (Kyiv Post, 21 лютого 2017 року) https://www.kyivpost.com/article/opinion/op-ed/michele-sciurba-extradition-case-akbar-abdullaev-takes-ominous-turn.html.
- Akbar Abdullaev is Ukraine's Test Case on Path to EU (Kyiv Post, 19 лютого 2017 року) https://www.kyivpost.com/article/opinion/op-ed/michele-sciurba-akbar-abdullaev-ukraines-test-case-path-eu.html.
- (Mit Sarah Schuster) Hier bin ich geboren (Journal Frankfurt, 30 серпня 2016 року) http://www.journal-frankfurt.de/journal_news/Panorama-2/Ardi-Goldman-Frankfurt-und-die-CargoCity-Sued-Hier-bin-ich-geboren-27746.html.

### Редакторська діяльність
- Sandmann: Nach E.T.A. Hoffmanns «Sandmann», adaptiert von Dacia Palmerino und gezeichnet von Andrea Grosso Ciponte (Edition Faust 2018). ISBN 978-3945400036
- Schimmelreiter: Nach Theodor Storms «Schimmelreiter», adaptiert von Dacia Palmerino und gezeichnet von Andrea Grosso Ciponte (Edition Faust 2018). ISBN 978-3945400470
- Marquise von O….: Nach Kleists «Marquise von O….», adaptiert von Dacia Palmerino und gezeichnet von Andrea Grosso Ciponte (Edition Faust 2015). ISBN 978-3945400098
- Schloss Otranto: Nach Walpoles «The Castle of Otranto», adaptiert von Dacia Palmerino und gezeichnet von Andrea Grosso Ciponte (Edition Faust 2015). ISBN 978-3945400210
- «Otium»: Lyrik und Prosa der Gegenwart: Auswahl — Best of 2009—2015: What We Did Before We Became Sellout Bitches (Edition Faust 2016). ISBN 978-3945400357
- Geisterseher: Nach Schillers «Geisterseher», adaptiert von Dacia Palmerino und gezeichnet von Andrea Grosso Ciponte (Edition Faust 2014). ISBN 978-3945400043
- Ankalina Dahlem: Die Sehnsucht hat der Blitz getroffen: Mit einer Prosafantasie von Alban Nikolai Herbst (B3-Verlag 2012). ISBN 978-3943758726
- Occupy — New York, Frankfurt: Eine Bewegung, die keine sein dürfte (B3-Verlag 2012). ISBN 978-3943758702

## Філантропічна діяльність
У 2010 році Мікеле Шурба заснував галерею мистецтв Art Virus. У 2014 році ним, спільно з Вернером Остом, було засновано видавництво Edition Faust. Некомерційний Культурний фонд Фауста під керівництвом Улли Байєрль, яким керує компанія Faust Kultur GmbH, заснований Шурбой в 2014 році спільно з Art Virus і Вернером Остом, надає підтримку культурі, мистецтву, літературі та музиці, і надає в розпорядження авторів культурний портал Faust Kultur. У співпраці з Instituto Cervantes та Institut français Шурба був ведучим різних суспільно-критичних некомерційних заходів на тему міграції та дискримінації, і, зокрема, провів подіумну дискусію «Перетворення міста: Європейська література як громадська критика» на Франкфуртському книжковому ярмарку в 2014 році за участю Яннік Хенеля, Ніколо Бассетта та іспанського колективу архітекторів «Басурама». В першу чергу, Шурба підтримує проекти, спрямовані на захист культурного різноманіття і зміцнення демократичних цінностей, такі як виставка з публікацією книги Occupy — New York, Frankfurt: Eine Bewegung, die keine sein dürfte, привернувша в 2012 році увагу всієї Німеччини, та в 2014 році виставка з подіумної дискусією La Frontera: Мексикансько-американський кордон та його діячі культури, яка викликала великий міжнародний резонанс, зокрема, в газетах Frankfurter Allgemeinen Zeitung, Vanguardia Mexico і New York Times. Починаючи з 2018 року, Шурба підтримує проект Textland. Made in Germany, в рамках якого автори з міграційним фоном, несуть у собі відбиток різних індивідуальностей і спогадів, вносять вклад у різноманітність німецької літературної ландшафту. У своїх промовах, публічних виступах і колонках Мікеле Шурба зачіпає тему власного міграційного фону і активно виступає проти расизму, антисемітизму, ромофобії та дискримінації. У 2014 році Шурба організував Салонний вечір Art Virus, в рамках якого німецькі та міжнародні музиканти і автори дають концерти, в тому числі, при співпраці з Камерної оперою Франкфурта, читають лекції, зустрічаються і обмінюються думками з питань культури. Крім цього, Мікеле Шурба є членом-спонсором Франкфуртської мистецької асоціації.